# Thermoniphas togara
Thermoniphas togara är en fjärilsart som beskrevs av Carl Plötz 1880. Thermoniphas togara ingår i släktet Thermoniphas och familjen juvelvingar. Inga underarter finns listade i Catalogue of Life.